# 파이프렌치

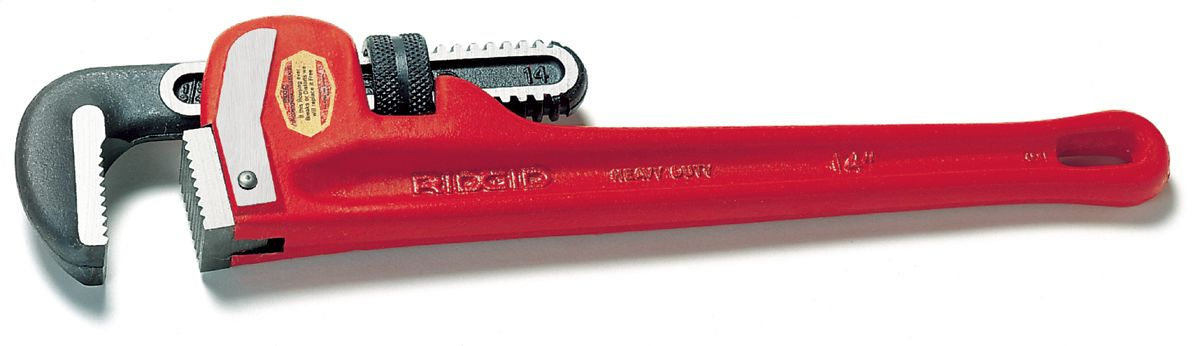

파이프렌치(미국 영어: pipe wrench, 영국 영어: Stillsons)는 스패너의 일종이다. 몽키렌치와 구조가 매우 유사하며, 몽키렌치라고 부르기도 한다.

## 같이 보기
- 몽키렌치